# 科爾代爾 (科羅拉多州)
科爾代爾（英語：Coaldale）是位於美國科羅拉多州弗里蒙特縣的一個人口普查指定地區。

## 地理
科爾代爾的座標為38°21′50″N 105°45′21″W / 38.36389°N 105.75583°W，而該地最高點為海拔高度1996米（即6550英尺）。

## 人口
根據2010年美國人口普查的數據，科爾代爾的面積為77.30平方千米，均為陸地。當地共有人口255人，而人口密度為每平方千米3人。